# 瑞穂賞
瑞穂賞（みずほしょう）は、ホッカイドウ競馬が施行している地方競馬の重賞競走である。東京スポーツ新聞社中部支社より優勝杯の提供を受けており、名称は2010年度より「中京スポーツ杯 瑞穂賞」と表記している。

## 概要
1968年に創設されたサラブレッド系旧4歳（現3歳）以上の馬による重賞競走。アラブ系（アングロアラブ）競走馬も出走が可能なほか地方交流競走にも指定されており、他地区所属馬も出走が可能。
従来は開催日程に左右され、開催地や距離が数年でたびたび変わる状態が続いていたほか施行時期も長らく5月開催で定着していたが、開催競馬場が集約されたことにより固定化が進んでいる。また日程も2001年より赤レンガ記念（H2）と入れ替わって秋季開催に移行した。
2001年からスタリオンシリーズ競走として施行されている。
2001年から2006年までは、ホッカイドウ競馬で唯一のハンデキャップ競走として施行された。
第30回から第33回まで、オースミダイナーが4連覇。実に10歳-13歳での4連覇であった。

### 競走条件・賞金等（2024年）
出走資格
サラブレッド系3歳以上、地方全国交流で他地区所属馬の出走枠は4頭以下。
負担重量
別定。
ホッカイドウ競馬所属馬は、番組賞金2000万円超58kg、同2000万円以下57kg、同800万円以下56kg、同400万円以下55kg、同300万円以下54kg（3歳2kg減、牝馬2kg）。
地方他地区所属馬は、総収得賞金2500万円超58kg、同2500万円以下57kg、同1000万円以下56kg（3歳2kg減、牝馬2kg）。
南半球産3歳馬は上記よりさらに2kg減となる。
賞金等
賞金額は1着600万円、2着168万円、3着126万円、4着84万円、5着42万円。
デクラレーションオブウォーの翌年度の配合権利が、優勝馬馬主への副賞となっている。

## 歴代優勝馬
優勝馬の馬齢は2000年まで旧表記、2001年以降は現表記。
Rはコースレコード。
| 回数   | 施行日         | 開催地 | 距離  | 頭数 | 優勝馬             | 性齢 | 所属   | タイム  | 優勝騎手   | 管理調教師 |
| ------ | -------------- | ------ | ----- | ---- | ------------------ | ---- | ------ | ------- | ---------- | ---------- |
| 第1回  | 1968年9月2日   | 岩見沢 | 1400m | 9頭  | ホマレバーク       | 牡7  | 北海道 | 1:48.2  | 菊地義男   | 堂山大企知 |
| 第2回  | 1969年9月23日  | 岩見沢 | 1900m | 5頭  | ハツヒノデ         | 牡6  | 北海道 | 2:11.7  | 小島正二   | 浜口忠雄   |
| 第3回  | 1970年8月30日  | 岩見沢 | 1500m | 6頭  | ハツヒノデ         | 牡7  | 北海道 | 1:37.1  | 小島正二   | 石本義孝   |
| 第4回  | 1971年5月23日  | 岩見沢 | 1500m | 10頭 | オーナーズジョイ   | 牡6  | 北海道 | 1:36.2  | 三上茂     | 佐藤二郎   |
| 第5回  | 1972年5月21日  | 岩見沢 | 1500m | 6頭  | マツノアロー       | 牡7  | 北海道 | 1:34.9  | 佐々木一夫 | 佐藤二郎   |
| 第6回  | 1973年5月20日  | 岩見沢 | 1500m | 8頭  | ケーシー           | 牡7  | 北海道 | 1:35:2  | 三上茂     | 桑原義光   |
| 第7回  | 1974年5月19日  | 岩見沢 | 1500m | 10頭 | ブリツトフアイア   | 牡6  | 北海道 | 1:35:4  | 伊藤隆志   | 鈴木権四郎 |
| 第8回  | 1975年5月18日  | 帯広   | 1800m | 7頭  | マルサンフアイヤ   | 牡6  | 北海道 | 1:54:3  | 三上茂     | 戸野塚郁郎 |
| 第9回  | 1976年8月29日  | 岩見沢 | 1900m | 7頭  | オカザキジヨウ     | 牡8  | 北海道 | 2:02:7  | 田部和則   | 織田伊佐男 |
| 第10回 | 1977年5月15日  | 岩見沢 | 1900m | 9頭  | ホクメイ           | 騸5  | 北海道 | 2:02:3  | 伊藤靖則   | 佐藤二郎   |
| 第11回 | 1978年5月21日  | 岩見沢 | 1900m | 9頭  | メジロマツバラ     | 牡6  | 北海道 | 2:04:4  | 田部和則   | 大友茂     |
| 第12回 | 1979年5月20日  | 岩見沢 | 1900m | 8頭  | メジロサガミ       | 牡7  | 北海道 | 2:04:4  | 松田路博   | 後條雄作   |
| 第13回 | 1980年5月18日  | 帯広   | 1800m | 10頭 | テイゴールド       | 牡8  | 北海道 | 1:55:1  | 伊藤隆志   | 戸島牛太郎 |
| 第14回 | 1981年5月17日  | 岩見沢 | 1600m | 9頭  | コトノアサブキ     | 牡7  | 北海道 | 1:40:6  | 山下信雄   | 黒川武     |
| 第15回 | 1982年5月16日  | 岩見沢 | 1600m | 9頭  | コトノアサブキ     | 牡8  | 北海道 | 1:42:6  | 佐々木一夫 | 黒川武     |
| 第16回 | 1983年5月22日  | 岩見沢 | 1600m | 7頭  | シバフイルドー     | 牝9  | 北海道 | 1:40:8  | 角川秀樹   | 中村光春   |
| 第17回 | 1984年5月6日   | 帯広   | 1800m | 11頭 | シバフイルドー     | 牝10 | 北海道 | 1:56:9  | 角川秀樹   | 若松平     |
| 第18回 | 1985年5月5日   | 岩見沢 | 1600m | 11頭 | マツドマツクス     | 牡7  | 北海道 | 1:46:2  | 原孝明     | 佐藤二郎   |
| 第19回 | 1986年5月5日   | 岩見沢 | 1600m | 7頭  | マツドマツクス     | 牡8  | 北海道 | 1:43:9  | 佐々木一夫 | 佐藤二郎   |
| 第20回 | 1987年5月5日   | 函館   | 1600m | 12頭 | カネヤマキング     | 牡7  | 北海道 | 1:43:4  | 佐々木一夫 | 黒川武     |
| 第21回 | 1988年5月5日   | 帯広   | 1600m | 12頭 | グリーンタイセイ   | 牡6  | 北海道 | 1:43:6  | 高岡秀行   | 石本孝博   |
| 第22回 | 1989年5月4日   | 帯広   | 1800m | 10頭 | ホロトウルフ       | 牡6  | 北海道 | 1:59:2  | 佐々木一夫 | 黒川武     |
| 第23回 | 1990年5月10日  | 帯広   | 1800m | 7頭  | ベストンダンデイ   | 牡5  | 北海道 | 1:57:2  | 松本隆宏   | 鈴木英二   |
| 第24回 | 1991年5月9日   | 帯広   | 1800m | 7頭  | ミリオンダラー     | 牡5  | 北海道 | 1:47:7  | 米川昇     | 久保旭     |
| 第25回 | 1992年4月29日  | 帯広   | 1800m | 11頭 | ブラックホラー     | 牡7  | 北海道 | 1:59:1  | 廣森久雄   | 桑原義光   |
| 第26回 | 1993年5月5日   | 帯広   | 1800m | 12頭 | エクセルワイザー   | 牡7  | 北海道 | 1:53:9  | 小野望     | 後條雄作   |
| 第27回 | 1994年5月5日   | 岩見沢 | 1600m | 12頭 | ヤマトオウジ       | 牡9  | 北海道 | 1:41:9  | 千葉津代士 | 林正夫     |
| 第28回 | 1995年5月4日   | 岩見沢 | 1500m | 12頭 | ササノコバン       | 牡7  | 北海道 | 1:35:0  | 國信満     | 堂山芳則   |
| 第29回 | 1996年5月6日   | 岩見沢 | 1500m | 11頭 | ササノコバン       | 牡8  | 北海道 | 1:34:7  | 國信満     | 堂山芳則   |
| 第30回 | 1997年4月29日  | 札幌   | 1700m | 12頭 | オースミダイナー   | 牡10 | 北海道 | 1:47:3  | 藤倉寛幸   | 若松平     |
| 第31回 | 1998年5月5日   | 札幌   | 1700m | 11頭 | オースミダイナー   | 牡11 | 北海道 | 1:46:8  | 藤倉寛幸   | 若松平     |
| 第32回 | 1999年5月3日   | 門別   | 1700m | 12頭 | オースミダイナー   | 牡12 | 北海道 | 1:49:1  | 藤倉寛幸   | 若松平     |
| 第33回 | 2000年5月4日   | 札幌   | 1700m | 14頭 | オースミダイナー   | 牡13 | 北海道 | 1:45:9  | 藤倉寛幸   | 若松平     |
| 第34回 | 2001年9月19日  | 旭川   | 1600m | 10頭 | ヤマノジェネラス   | 牝4  | 北海道 | 1:41:5  | 齋藤正弘   | 米川伸也   |
| 第35回 | 2002年10月31日 | 門別   | 1800m | 10頭 | ツギタテヒカリ     | 牡5  | 北海道 | 1:54:3  | 齋藤正弘   | 米川伸也   |
| 第36回 | 2003年10月2日  | 門別   | 1800m | 7頭  | タイクラッシャー   | 牡7  | 北海道 | 1:54:9  | 服部茂史   | 林正夫     |
| 第37回 | 2004年10月14日 | 門別   | 1800m | 12頭 | スローンフォル     | 牡6  | 北海道 | 1:58:2  | 五十嵐冬樹 | 桑原義光   |
| 第38回 | 2005年10月13日 | 旭川   | 2100m | 12頭 | バンブーボカ       | 牡5  | 北海道 | 2:18:5  | 宮崎光行   | 林和弘     |
| 第39回 | 2006年9月28日  | 旭川   | 2100m | 6頭  | サンマルアンサー   | 牝5  | 北海道 | 2:16:4  | 佐々木国明 | 柳澤好美   |
| 第40回 | 2007年9月13日  | 旭川   | 2100m | 10頭 | ギルガメッシュ     | 牡4  | 北海道 | 2:17:2  | 井上俊彦   | 角川秀樹   |
| 第41回 | 2008年10月9日  | 旭川   | 2100m | 10頭 | コンテ             | 牡5  | 北海道 | 2:17:8  | 五十嵐冬樹 | 角川秀樹   |
| 第42回 | 2009年10月21日 | 門別   | 1800m | 14頭 | コパノカチドキ     | 牡6  | 北海道 | 1:56:7  | 桑村真明   | 角川秀樹   |
| 第43回 | 2010年10月19日 | 門別   | 1800m | 14頭 | カゼノコウテイ     | 牡7  | 北海道 | 1:53:7  | 坂下秀樹   | 山田和久   |
| 第44回 | 2011年10月19日 | 門別   | 1800m | 12頭 | リフレックス       | 牡6  | 北海道 | 1:54:5  | 井上俊彦   | 原孝明     |
| 第45回 | 2012年10月18日 | 門別   | 1800m | 12頭 | リアライズノユメ   | 牝4  | 北海道 | 1:52:8  | 坂下秀樹   | 佐久間雅貴 |
| 第46回 | 2013年10月17日 | 門別   | 1800m | 11頭 | バルーン           | 牡6  | 北海道 | R1:51:4 | 井上俊彦   | 林和弘     |
| 第47回 | 2014年10月15日 | 門別   | 1800m | 9頭  | ウルトラカイザー   | 牡6  | 北海道 | 1:52:3  | 井上俊彦   | 林和弘     |
| 第48回 | 2015年10月14日 | 門別   | 1800m | 11頭 | グランプリブラッド | 牡6  | 北海道 | 1:55:7  | 服部茂史   | 田中淳司   |
| 第49回 | 2016年10月12日 | 門別   | 1800m | 10頭 | オヤコダカ         | 牡4  | 北海道 | 1:54:9  | 石川倭     | 米川昇     |
| 第50回 | 2017年10月11日 | 門別   | 1800m | 7頭  | ドラゴンエアル     | 牡6  | 北海道 | 1:54:8  | 服部茂史   | 田中淳司   |
| 第51回 | 2018年10月17日 | 門別   | 1800m | 5頭  | スーパーステション | 牡4  | 北海道 | 1:53:3  | 阿部龍     | 角川秀樹   |
| 第52回 | 2019年10月9日  | 門別   | 1800m | 9頭  | バルダッサーレ     | 牡6  | 北海道 | 1:52.7  | 五十嵐冬樹 | 桧森邦夫   |
| 第53回 | 2020年10月7日  | 門別   | 1800m | 7頭  | スーパーステション | 牡6  | 北海道 | 1:52.3  | 阿部龍     | 角川秀樹   |
| 第54回 | 2021年10月7日  | 門別   | 1800m | 9頭  | リンノレジェンド   | 牡5  | 北海道 | 1:53.5  | 石川倭     | 櫻井拓章   |
| 第55回 | 2022年10月13日 | 門別   | 1800m | 12頭 | ドテライヤツ       | 牡5  | 北海道 | 1:53.3  | 阿部龍     | 角川秀樹   |
| 第56回 | 2023年9月28日  | 門別   | 1800m | 9頭  | サンビュート       | 騸6  | 北海道 | 1:56.1  | 落合玄太   | 堂山芳則   |
| 第57回 | 2024年9月26日  | 門別   | 1800m | 6頭  | ベルピット         | 牡4  | 北海道 | 1:55.6  | 桑村真明   | 角川秀樹   |

### 各回競走結果の出典
- 瑞穂賞 歴代優勝馬（地方競馬全国協会）